# Ориктоценоз
Ориктоценоз (рос. ориктоценоз, англ. orictocoenosis, нім. Oryktozönose f) — комплекс викопних решток рослин і тварин з одного родовища корисних копалин.
Зустрічається ряд визначень терміна «Ориктоценоз»:
- «Те, що було поховано, далеко не завжди переходить в викопний стан, і тому „тафоценоз“ аж ніяк не можна вважати відповідним для позначення комплексу фауни та флори в тому чи іншому місці даного шару. Такий комплекс можна назвати, слідуючи І. А. Єфремову як той тип асоціації органічних залишків, з яким безпосередньо зустрічається палеонтолог, що вивчає фауну або флору даного шару».
- Єфремов (1950, с. 118): "Ориктоценоз — скупчення «фосилізованних залишків організмів, які знаходять в родовищах»; КПС-61, с. 143: «ориктоценоз — комплекс викопних організмів даного місцезнаходження»; Друщіц (1974, с. 14); Ориктоценоз — «всі органічні залишки, які зустрічаються у викопному стані в одному місці, в одному шарі або викопний комплекс залишків рослин і тварин»; БЕС-86, с. 513: Ориктоценоз — «сукупність скам'янілих решток викопних організмів в даному місці знаходження».[1]